# Гефсимания (Минск)
Церковь Гефсимания — церковь христиан веры евангельской. Полное название — Религиозное объединение христиан веры евангельской Церковь "Гефсимания". Место расположения — Беларусь, Минск, ул. Багратиона, 51. Насчитывает около 450 прихожан, около 200 детей посещают воскресную школу. Среди прочего церковь ориентирована на служение глухим и осужденным людям. Старший пастором является Стасилевич Александр Николаевич (с 11 октября 20220 г.).

## История церкви
В начале 90-х Стасилевич Николай Михайлович нёс служение молодёжного лидера и диакона в первой минской церкви, расположенной на ул. Собинова г. Минска. С декабря 1991 года он с группой молодёжи начал благовествовать в клубе Стройтреста №1. Когда в этом здании начался ремонт, собрания стали проводиться в ДК Белорусского общества глухих (БЕЛОГ). В апреле 1992 года состоялось первое водное крещение, а уже в июне было проведено членское собрание, на котором было принято решение о регистрации новой церкви. На протяжении восьми лет церковь проводила богослужения в ДК БЕЛОГ.
В 1996 церкви был выделен участок в Севастопольском сквере по ул. Славинского для строительства религиозно-культурного центра. Однако, осенью того же года в Минске состоялись акции протеста жителей микрорайона, направленные против данного строительства. Выделенный участок был изъят, а в августе 1998 года было приобретено ветхое строение по ул. Багратиона 51 (г. Минск). Собственными силами строение было снесено и на его месте построено современное вместительное здание, несколько раз проходившее реконструкцию.
Первый пастор церкви — Стасилевич Николай Михайлович.

## Церковь сегодня
Церковь является одной из крупнейших общин христиан веры евангельской в г. Минске и входит в объединенную церковь ХВЕ в Республике Беларусь. Основные богослужения проводятся трижды в неделю. Основатель и первый пастор церкви — Стасилевич Николай Михайлович — в настоящее время является председателем Правления Библейского общества Республики Беларусь.